# Nizami (Goygol)
Nizami è un villaggio nel Goygol Rayon dell'Azerbaijan. Il villaggio fa parte del comune di Zurnabad.